# Грабівка (гміна)
Гміна Грабівка (пол. Gmina Grabówka) — сільська гміна у східній Польщі. Належить до Білостоцького повіту Підляського воєводства.
Гміну утворено згідно з розпорядженням Ради міністрів, прийнятого 1 жовтня 2024 року, шляхом відділення 1 січня 2025 року частини гміни Супрасль. До новоутвореної гміни відійшли села Генриково, Грабівка, Засцянкі, Соболево та Совляни.